# 张竦
张竦（?—?），字伯松，西汉末年茂陵（今陕西兴平东南）人。张敞之孙。
张竦博通文史，曾任丹阳郡太守、京兆史。王莽专权，他为陈崇草奏，称颂王莽功德。王莽居摄元年（6年），张竦的从兄张绍任命安众侯刘崇的国相，见王莽专制朝政，图谋取代汉朝。与刘崇合谋举兵反王莽。张竦害怕被株连，与刘崇族父刘嘉诣阙请罪，并为刘嘉作奏盛颂王莽的功德。王莽封他为淑德侯。長安人唱歌谣：「欲求封，過張伯松；力戰斗，不如巧為奏。」